# Christian Bach (Schauspielerin)

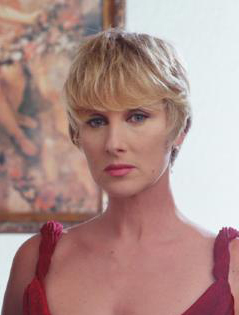
Christian Bach

Adela Christian Bach Bottino (* 9. Mai 1959 in Buenos Aires; † 26. Februar 2019 in Mexiko-Stadt) war eine argentinische Schauspielerin und Fernsehproduzentin.

## Leben
Bach verließ das College mit einem Jura-Abschluss, verlegte sich aber auf die Schauspielerei. Seit Anfang der 1980er Jahre lebte sie in Mexiko, wo sie schnell Arbeit in Film- und Fernsehproduktionen fand. Dabei war sie vornehmlich in Telenovelas erfolgreich. Auch als Produzentin trat sie in Erscheinung; mit ihrem Ehemann Humberto Zurita gründete sie 1996 die Produktionsgesellschaft Zuba Producciones, mit der sie Telenovelas und Bühnenstücke finanziert.
Bach und Zurita hatten zwei Kinder. Ihr Sohn Sebastián Zurita (* 1986) ist ebenfalls Schauspieler. Adela Christian Bach Bottino starb am 26. Februar 2019 in Mexiko-Stadt im Alter von 59 Jahren an einem Atemstillstand.